# Tour d’Azerbaïdjan 2016
Die 5. Tour d’Azerbaïdjan 2016 war ein aserbaidschanisches Straßenradrennen. Das Etappenrennen fand am 4. und am 8. Mai 2016 statt. Zudem gehörte das Radrennen zur UCI Europe Tour 2016 und dort in der Kategorie 2.1 eingestuft.

## Wertungstrikots
| Etappe         | Etappensieger       | Gesamtwertung    | Bergwertung      | Punktewertung    | Nachwuchswertung | Bester Aserbaidschaner | Teamwertung        |
| -------------- | ------------------- | ---------------- | ---------------- | ---------------- | ---------------- | ---------------------- | ------------------ |
| 1              | Phil Bauhaus        | Phil Bauhaus     | Mohd Zamri Saleh | Phil Bauhaus     | Phil Bauhaus     | Maksym Averin          | Unieuro Wilier     |
| 2              | Maksym Averin       | Guillaume Boivin | Mauro Finetto    | Guillaume Boivin | Ildar Arslanow   | Maksym Averin          | Synergy Baku       |
| 3              | Matej Mugerli       | Daniel Schorn    | Mauro Finetto    | Daniel Schorn    | Ildar Arslanow   | Maksym Averin          | Synergy Baku       |
| 4              | Luca Wackermann     | Markus Eibegger  | Thomas Lebas     | Luca Wackermann  | Ildar Arslanow   | Maksym Averin          | Felbermayr Simplon |
| 5              | Michael Schwarzmann | Markus Eibegger  | Thomas Lebas     | Daniel Schorn    | Ildar Arslanow   | Maksym Averin          | Synergy Baku       |
| Wertungssieger | Wertungssieger      | Markus Eibegger  | Thomas Lebas     | Daniel Schorn    | Ildar Arslanow   | Maksym Averin          | Synergy Baku       |